# Línea 27 (San Juan)
La línea 27 fue una línea de colectivos urbanos del Gran San Juan, provincia de San Juan, Argentina que recorría gran parte de dicha aglomeración, por los departamentos Rawson, Rivadavia, Capital, y Santa Lucía, comunicándolos con el área central de la ciudad de San Juan. 
Sus unidades estuvieron administradas por la empresa privada, Mayo S.R.L.. Mientras que hasta el 4 de septiembre de 2004, estuvo administrada por la empresa 20 de junio S.A, que debido al incumplimiento de los plazos establecidos, para la incorporación de nuevas unidades ofertadas, el gobierno provincial le caduco el servicio
El 4 de diciembre de 2021 dejó de existir definitivamente a partir de la puesta en marcha de la Red Tulum

## Recorrido
La línea 27 posee un solo recorrido que une la ciudad de Rivadavia, pasando por varias facultades de la Universidad Nacional de San Juan, la importante localidad comercial de Villa Krause, hasta llegar a la zona central de la ciudad de San Juan, donde pasa po importantes edificios como la catedral. Hasta llegar al final del recorrido en Santa Lucía

### Rivadavia - Villa Krause - San Juan - Santa Lucía
Ida: Rivadavia, Hospital Marcial Quiroga - Avenida Libertador General San Martín - Rastreador Calivar - Avenida José Ignacio de la Roza - Meglioli - República del Líbano - Hipólito Yrigoyen - Comandante Cabot - 1ºde mayo - Güemes - Rivadavia - Rep.del Líbano - Bahía Blanca - Liniers - Vidart - Doctor Ortega - Lemos - Sarmiento (Villa Krause) - Avenida España - Pedro de Valdivia - Avenida Alem - Avenida Libertador General San Martín - Avenida Rawson - 9 de julio - Avenida Hipólito Yrigoyen - Pellegrini - General Paz (Santa Lucía) - Ramón Franco - Avenida Hipólito Yrigoyen - Ruta Nacional 20- Corvalán.
Regreso: Ruta Nacional 20 - Avenida Hipólito Yrigoyen - Ramón Franco - General Paz (Santa Lucía)- Pellegrini - Avenida Hipólito Yrigoyen - 9 de julio - Estados Unidos (Estación Terminal de Ómnibus) - Santa Fe - Avenida Rioja - Avenida Libertador General San Martín - General Acha - San Luis - Mendoza - Santa Fe - Avenida Alem - Pedro de Valdivia - Avenida España - Sarmiento (Villa Krause)- Lemos - Doctor Ortega - Vidart - Liniers - Bahía Blanca - República del Líbano - Rivadavia - Güemes - 1ºde mayo - Comandante Cabot - Hipólito Yrigoyen - República del Líbano - Meglioli - Avenida José Ignacio de la Roza - Rastreador Calivar - Avenida Libertador General San Martín - Hospital Marcial Quiroga, Rivadavia